# Radinovka
Radinovka je pravostranný přítok říčky Sázavky v okrese Havlíčkův Brod v Kraji Vysočina. Délka toku činí 4,1 km. Plocha povodí měří 6,8 km².

## Průběh toku
Potok pramení v lesích severovýchodně od obce Chrtníč v nadmořské výšce okolo 480 m. V pramenné oblasti a na horním toku teče jihozápadním směrem. Po opuštění lesa zhruba na třetím říčním kilometru se potok obrací na západ a po necelém dalším kilometru protéká výše zmíněnou obcí, pod níž se na přibližně druhém říčním kilometru stáčí opět na jihozápad. Na dolním toku proudí převážně jižním až jihozápadním směrem mezi poli. Nedaleko ústí podtéká silnici II/346. Do Sázavky se vlévá na jejím 15,1 říčním kilometru, východně od Štěpánova, v nadmořské výšce okolo 445 m. Převážná část toku je regulována.

### Geomorfologické členění
Celé povodí potoka se nachází v jižní části Kutnohorské plošiny, která je geomorfologickým podcelkem Hornosázavské pahorkatiny.

### Větší přítoky
Potok nemá žádné významnější přítoky, pouze dva bezejmenné.